# سونيل سينغ
سونيل سينغ (بالهندية: सुनील सिंह)‏ (بالإنجليزية: Chaudhary Sunil Singh)‏ هو سياسي هندي، ولد في 1971 في عليكرة في الهند. حزبياً، نشط في Lokdal ‏.